# Pierre Pilote
Pierre Pilote, född 11 december 1931 i Jonquière, Québec, död 10 september 2017 i Barrie, Ontario, var en kanadensisk professionell ishockeyspelare som representerade NHL-klubbarna Chicago Black Hawks och Toronto Maple Leafs mellan 1955 och 1969. 

## Karriären i NHL
Pierre Pilote blev aldrig vald av något NHL-lag i NHL-draften utan kom till Chicago Black Hawks efter fem säsonger i AHL-laget Buffalo Bisons. Dock spelade han endast 43 matcher under sin sista säsong med Buffalo Bisons och avslutade med att spela 20 matcher för Black Hawks i NHL. Mot slutet av 1950-talet etablerade sig Pilote som en stabil back i klubben och var med om att vinna Stanley Cup 1961. Efter att Ed Litzenberger lämnat klubben samma år blev Pilote lagkapten i Black Hawks.
Det var under mitten av 1960-talet som Pilote var som mest framträdande i NHL. Tre år i rad - 1963, 1964 och 1965 - vann han James Norris Memorial Trophy som ligans bäste back. Han blev också nominerad till priset 1962, 1966 och 1967 vilket visar på vilken framträdande ishockeyspelare han var. Det som kännetecknade hans spelstil var att han var en utmärkt offensiv back som var extra nyttig i powerplay då han hanterade pucken väl.
Säsongen 1968–69 spelade Pilote för Toronto Maple Leafs. Det blev också hans sista säsong då han valde att lägga av med ishockeyn samma år. Totalt spelade Pilote 890 matcher i NHL och fick ihop 80 mål och 418 assists för totalt 498 poäng på sammanlagt 13 säsonger. Den 12 december 2008 hyllades Pierre Pilote och den avlidne ishockeyspelaren Keith Magnuson av Chicago Blackhawks organisation. De två spelade båda med nummer 3 på ryggen och de hyllades i en gemensam ceremoni före ett möte mellan Chicago Blackhawks och Boston Bruins.

## Statistik
| 1950–51    | St. Catharines Teepees | OHA        | 54  | 13 | 13  | 26  | 230  | 9  | 2 | 2  | 4  | 23  |
| 1951–52    | St. Catharines Teepees | OHA        | 52  | 21 | 32  | 53  | 139  | 14 | 3 | 12 | 15 | 50  |
| 1951–52    | Buffalo Bisons         | AHL        | 60  | 25 | 48  | 73  | 122  | —  | — | —  | —  | —   |
| 1952–53    | Buffalo Bisons         | AHL        | 61  | 2  | 14  | 16  | 85   | —  | — | —  | —  | —   |
| 1953–54    | Buffalo Bisons         | AHL        | 67  | 2  | 28  | 30  | 108  | 3  | 0 | 0  | 0  | 6   |
| 1954–55    | Buffalo Bisons         | AHL        | 63  | 10 | 28  | 38  | 125  | 10 | 0 | 4  | 4  | 18  |
| 1955–56    | Buffalo Bisons         | AHL        | 43  | 0  | 11  | 11  | 118  | 5  | 0 | 2  | 2  | 4   |
| 1955–56    | Chicago Black Hawks    | NHL        | 20  | 3  | 5   | 8   | 34   | —  | — | —  | —  | —   |
| 1956–57    | Chicago Black Hawks    | NHL        | 70  | 3  | 14  | 17  | 117  | —  | — | —  | —  | —   |
| 1957–58    | Chicago Black Hawks    | NHL        | 70  | 6  | 24  | 30  | 91   | —  | — | —  | —  | —   |
| 1958–59    | Chicago Black Hawks    | NHL        | 70  | 7  | 30  | 37  | 79   | 6  | 0 | 2  | 2  | 10  |
| 1959–60    | Chicago Black Hawks    | NHL        | 70  | 7  | 38  | 45  | 100  | 4  | 0 | 1  | 1  | 8   |
| 1960–61    | Chicago Black Hawks    | NHL        | 70  | 6  | 29  | 35  | 165  | 12 | 3 | 12 | 15 | 8   |
| 1961–62    | Chicago Black Hawks    | NHL        | 59  | 7  | 35  | 42  | 97   | 12 | 0 | 7  | 7  | 8   |
| 1962–63    | Chicago Black Hawks    | NHL        | 59  | 8  | 18  | 26  | 57   | 6  | 0 | 8  | 8  | 8   |
| 1963–64    | Chicago Black Hawks    | NHL        | 70  | 7  | 46  | 53  | 84   | 7  | 2 | 6  | 8  | 6   |
| 1964–65    | Chicago Black Hawks    | NHL        | 68  | 14 | 45  | 59  | 162  | 12 | 0 | 7  | 7  | 22  |
| 1965–66    | Chicago Black Hawks    | NHL        | 51  | 2  | 34  | 36  | 60   | 6  | 0 | 2  | 2  | 10  |
| 1966–67    | Chicago Black Hawks    | NHL        | 70  | 6  | 46  | 52  | 90   | 6  | 2 | 4  | 6  | 6   |
| 1967–68    | Chicago Black Hawks    | NHL        | 74  | 1  | 36  | 37  | 69   | 11 | 1 | 3  | 4  | 12  |
| 1968–69    | Toronto Maple Leafs    | NHL        | 69  | 3  | 18  | 21  | 46   | 4  | 0 | 1  | 1  | 4   |
| NHL totalt | NHL totalt             | NHL totalt | 890 | 80 | 418 | 498 | 1251 | 86 | 8 | 53 | 61 | 102 |